# Finlandiahuset
Finlandiahuset (finsk: Finlandia-talo) er et koncert- og kongreshus i Helsinki. Bygningen er tegnet af Alvar Aalto og stod færdig i 1971.
Koncertsalen har plads til 1.700 tilskuere, mens der er plads til mellem 450 og 900 i kongreshallen, afhængig af arrangementets type. Husets åbningskoncert fandt sted 2. december 1971, mens kongresfløjen først blev åbnet i 1975 – umiddelbart før OSCE-topmødet i Helsinki i 1975, der havde deltagelse af 32 stats- og regeringschefer. Sluterklæringen fra mødet, Helsingfors-erklæringen, blev underskrevet i huset.

## Arkitektur og design
Aalto fik til opgave at planlægge et koncert- og kongreshus, der skulle være første del af en større byudviklingsplan for området omkring Tölöviken i det centrale Helsinki. Planen havde Aalto præsenteret i 1961. Den indeholdt forslag og flere kulturbyggerier langs vigens vestre strand, men Finlandiahuset var det eneste af projekterne, der blev ført ud i livet.
Byggeriet karakteriseres ved sin lange krop og et auditorium, der skyder op over den horisontale taglinje. Facaden er dækket af marmor fra Carrara, Italien, mens taget er dækket af kobber. Vinduesindfatningerne er af teaktræ. Marmor bruges også i bygningens interiør, sammen med detaljer i træ og keramik. Inde i koncertsalen veksler hvidt marmor med koboltblå vægge.
Finlandiahuset har været plaget af nogle konstruktionsfejl, bl.a. fik de 3 cm. tynde marmorskiver bølgeform og blev vredet skæve. I 1990'erne måtte man udskifte dem, fordi der også var risiko for at de kunne falde af. Det blev vurderet, at man kunne erstatte dem med finsk granit, men Museiverket og Alvar Aalto mente, at det ville være i strid med den oprindelige arkitektur. Ny og tykkere marmor blev monteret i 1998, men i 2006 viste det sig, at problemet gentog sig. Flere af Aaltos andre marmorbeklædte bygninger i Helsinki har haft samme problem. Koncertsalens akustik er også blevet kritiseret. Formen, som er inspireret af det klassiske græske amfiteater kritiseres for at fungere bedre til mundtlige præsentationer end til større koncerter.